# Georgy Porgy
«Georgy Porgy» es una canción de la banda estadounidense Toto escrita por David Paich. Fue lanzado en abril de 1979 como tercer sencillo de su álbum debut Toto. En Estados Unidos entró en la listas Billboard Hot 100, ocupando el puesto 48, Hot R&B/Hip-Hop Songs en el 18, Adult Contemporay en el 49 y Dance Club Songs en el número 80. También llegó al pusto número 11 en Nueva Zelanda.
La voz principal es del guitarrista Steve Lukather, interviniendo Cheryl Lynn en el acompañamiento vocal femenino. La canción todavía se interpreta en las giras, incluyendo solos de improvisación en la guitarra y teclados.
En una entrevista con Modern Drummer, en 1988, Jeff Porcaro habló sobre el ritmo impreso a "Georgy Porgy": "... es la imitación de Paul Humphrey y, sobre todo, de Earl Palmer. Las mayores influencias fueron, pues, de ellos, pero también de Ed Geene y James Gadson. En realidad, el ritmo de "Georgy Porgy" se lo debo a todos ellos".
En 1999, una versión de Eric Benét (con Faith Evans en el acompañamiento vocal) se editó como primer sencillo del álbum de Benét A day in the life. En el álbum de MC Lyte Act Like You Know, de 1991, también se incluyó una versión del tema llamada "Poor Georgie".

## Posicionamiento en listas
| Lista (1979)                           | Máxima posición |
| -------------------------------------- | --------------- |
| Estados Unidos (Billboard Hot 100)     | 48              |
| Estados Unidos (Hot R&B/Hip-Hop Songs) | 18              |
| Estados Unidos (Adult Contemporary)    | 49              |
| Estados Unidos (Hot Dance Club Songs)  | 80              |
| Nueva Zelanda (Recorded Music NZ)      | 11              |

## Personal
- David Paich - Teclados
- Steve Lukather - Guitarra, Voz
- David Hungate - Bajo
- Steve Porcaro - Teclados
- Jeff Porcaro - Batería
- Cheryl Lynn: Segunda Voz
- Lenny Castro: Percusión